# Champeaux (Ille-et-Vilaine)
Champeaux (Bretonisch: Kampal; Gallo: Champiao) ist eine französische Gemeinde mit 504 Einwohnern (Stand 1. Januar 2022) im Département Ille-et-Vilaine in der Bretagne und im Kanton Vitré. Die Einwohner werden Champéens genannt.

## Geographie
Umgeben wird Champeaux von der Gemeinde Val-d’Izé im Norden, von Landavran im Osten, von Saint-Aubin-des-Landes im Süden und von Marpiré im Westen. Im Osten des Gemeindegebietes wird der Fluss Cantache zu einem See aufgestaut. Die Gemeinde wird vom Flüsschen Palet durchquert, das unterhalb des Sees in die Cantache einmündet.

## Bevölkerungsentwicklung
| 1962 | 1968 | 1975 | 1982 | 1990 | 1999 | 2006 | 2017 |
| 304  | 322  | 311  | 329  | 390  | 420  | 494  | 504  |

## Persönlichkeiten
- Charles d’Espinay (um 1531–1591), Geistlicher und Poet

## Sehenswürdigkeiten
- Renaissance-Bleiglasfenster in der ehemaligen Stiftskirche Ste-Marie-Madeleine: Kreuzigungsfenster, Pfingstfenster, Opferung Isaaks und Martyrium der heiligen Barbara (alle Fenster sind als Monument historique klassifiziert).
- Menhir de la Haute-Pierre